# 김정일 (아나운서)
김정일(金正日, 1963년 7월 18일 ~ )은 대한민국의 아나운서이다. 1988년에 CBS의 공채 아나운서로 입사하여 아나운서 커리어를 시작했다. 1993년에 SBS 경력직 공채 아나운서로  입사하여 활동하였으며, 2022년 SBS 아나운서팀의 부장 역임을 끝으로 정년퇴직하였다. 재직 시절에는 뉴스와 주요 스포츠 경기들의 중계방송을 주로 맡았다.

## 경력
- 1998년 《SBS 러브FM》 792 뉴스대행진 5, 6부 진행
- 2001년 ~ 2003년 《SBS 파워FM》 트로트 하이웨이 진행(2대)
- 2004년 ~ 2005년 《SBS 러브FM》 쿵짝 노래는 트롯트 진행(2대)
- 2005년 ~ 2006년 《SBS 러브FM》 트로트 하이웨이 진행(3대)
- 2006년 ~ 2022년 《SBS 러브FM》 김정일의 생생가요 진행(1대)
- 2008년 《SBS TV》 SBS 뉴스퍼레이드 진행(5대)
- 2011년 ~ 2013년 12월 6일 《SBS TV》 SBS 12 뉴스 진행
- 2013년 12월 9일 ~ 2016년 7월 29일 《SBS TV》 SBS 뉴스퍼레이드 진행(7대)
- 《SBS TV》 열린 TV 시청자 세상 진행
- SBS 콘텐츠전략본부 아나운서팀 · 부장

## 2010년 동계 올림픽
SBS가 2010년 동계 올림픽의 중계를 대한민국 지상파 방송사 중 단독으로 하여 논란이 일어난 가운데 2010년 동계 올림픽의 캐스터로 발탁되어 롱 트랙 스피드 스케이팅 선수 출신 제갈성렬 해설위원과 함께 스피드 스케이팅 중계방송을 하는 동안 독특한 언변과 울먹임 멘트 등으로 네티즌과 매스컴 사이에서 큰 화제를 불러 일으켰으나, 전문성 없이 감정에만 치우친 중계를 한다는 지적을 받았다. 특히 2010년 2월 24일 남자 스피드 스케이팅 10,000m 경기에서 스벤 크라머르의 실격 사유를 정확하게 설명하지 못해 구설수에 올랐으며, 당일 밴쿠버 현지 스튜디오에 제갈성렬과 함께 나와서 "당시 실격 사유를 알았지만, 심판 판정 결과를 확인한 뒤 발언하기 위해 기다린 것"이라고 해명하였다.2010년 2월 25일 제갈성렬이 10,000m 경기 때 "주님" 발언으로 개신교계의 오해를 사는 바람에 해설직을 자진 사퇴함에 따라 2010년 2월 27일과 2월 28일 스피드 스케이팅 남녀 팀 추월 경기에서 유례없는 '해설위원 없는 캐스터 단독 생중계'를 하여 또다시 화제를 낳기도 하였다.
대회 기간 중 논란이 일었던 '하나 둘 하나 둘' 구령에 대해 김정일 아나운서는 3월 5일 방송된 SBS '배기완 최영아 조형기의 좋은 아침'에 출연하여 "빙상부가 있는 학교를 졸업했다"며 "실제 감독들이 선수들이 코너를 돌 때 '하나 둘 하나 둘'이라고 구령을 맞춰 주는 것을 그대로 이야기한 것이다"고 털어놓았다.

## 동명이인
북한을 통치한 김정일과는 한자까지 같은 동명이인이다.

## 가족 관계
- 배우자: 김미순( ~2020년 6월 8일)
  - 자녀: 김시평, 김시승

## 같이 보기
- 제갈성렬